# Champsosaurus
Il champsosauro era un rettile acquatico vissuto nel Montana durante il Cretaceo, assieme a dinosauri come il T-rex ed  il Triceratops. Misurava circa un metro e mezzo di lunghezza.

## Un "gaviale" tra i dinosauri

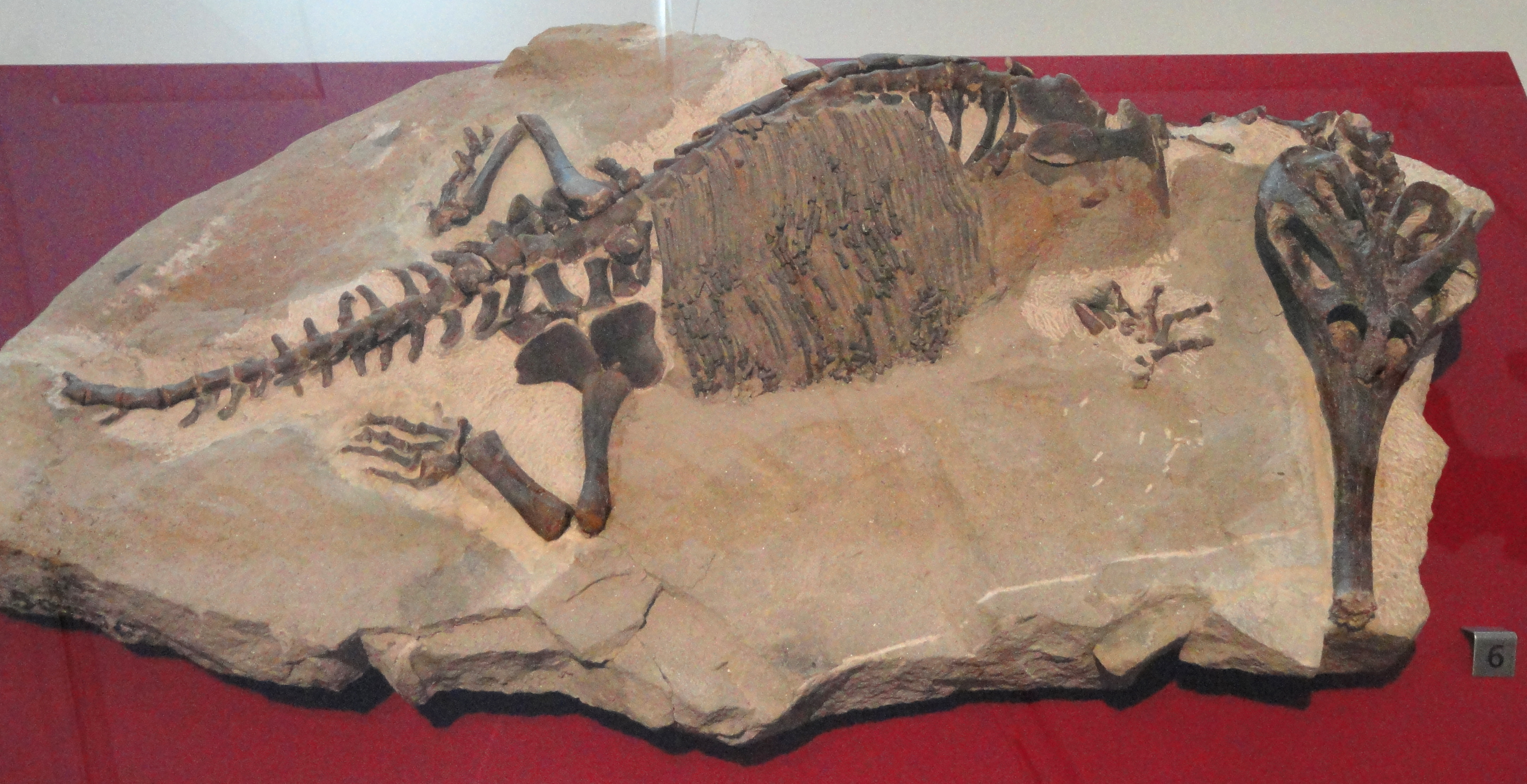
Scheletro di Champsosaurus sp

Anche se non direttamente imparentato, questo rettile assomigliava molto ad un odierno gaviale (Gavialis gangeticus): corpo affusolato, muso lungo e denti affilati. Con la sua mascella, la più lunga della sua famiglia, afferrava facilmente i pesci di cui si nutriva.

## Etimologia
Il nome significa letteralmente "lucertola coccodrillo"; il termine  champso  deriva dal modo con cui un poeta greco chiamava i coccodrilli del Nilo.